# Ząbkowice Śląskie (nádraží)
Nádraží Ząbkowice Śląskie je hlavním nádražím pro stejnojmenné město. Slouží již od roku 1858 (do r. 1945 jako Frankenstein, po druhé světové válce krátce také jako Zębkowice nad Sedlną). V současné době je používáno především[zdroj?] pro regionální dopravu, kterou zajišťuje společnost Koleje Dolnośląskie.
Nádraží bylo slavnostně otevřeno 1. listopadu 1858 a až do roku 1894 plnilo roli koncové stanice pro dráhu z Wrocławi.
Po skončení války plnilo nádraží roli významného dopravního uzlu, neboť plnilo roli přestupního bodu mezi celou řadou lokálních tratí (které však v 70. a 80. letech zanikly). Naopak bylo v blízkosti nádraží vybudováno autobusové stanoviště.
V roce 2008 oslavilo nádraží 150 let své existence.